# Phyllonorycter gozmanyi
Phyllonorycter gozmanyi är en fjärilsart som beskrevs av De Prins 2007. Phyllonorycter gozmanyi ingår i släktet guldmalar, och familjen styltmalar.
Artens utbredningsområde är Kamerun. Inga underarter finns listade i Catalogue of Life.